# فلور (مصورة)
فلور (بالفرنسية: Flore)‏ هي مصورة فرنسية، ولدت في 23 أغسطس 1963 في تولوز في فرنسا.

## وصلات خارجية
- الموقع الرسمي